# Noidant-Chatenoy

Noidant-Chatenoy este o comună în departamentul Haute-Marne din nord-estul Franței. În 2009 avea o populație de 90 de locuitori.

## Evoluția populației
| An        | 1975 | 1982 | 1990 | 1999 | 2006 | 2009 |
| --------- | ---- | ---- | ---- | ---- | ---- | ---- |
| Populație | 90   | 107  | 98   | 102  | 91   | 90   |